# باغ لذت دنیوی (فیلم ۲۰۰۴)
«باغ لذت دنیوی» (انگلیسی: The Garden of Earthly Delights (2004 film)) فیلمی به کارگردانی لخ مایفسکی، کارگردانی لهستانی است که در سال ۲۰۰۴ منتشر شد.